# Landkreis Burgdorf

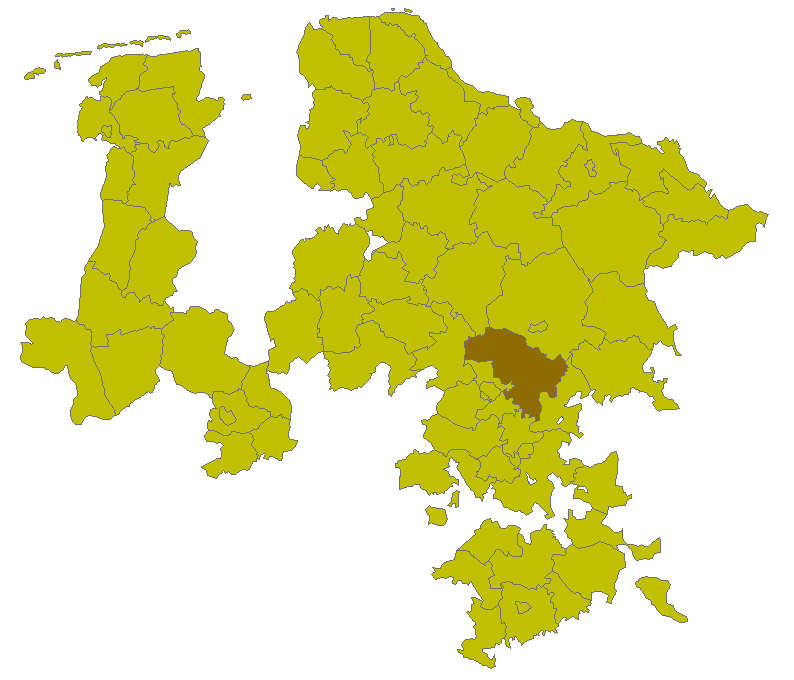
Lage des Kreises in der Provinz Hannover (1905)

Der Landkreis Burgdorf mit Sitz in Burgdorf lag im mittleren Niedersachsen, zwischen Hannover und Celle. Er gehörte zum Regierungsbezirk Lüneburg und ging im Zuge der Gebietsreform am 1. März 1974 zum größten Teil im Landkreis Hannover auf, der zum damaligen Regierungsbezirk Hannover gehörte.

## Geografie

### Umfang
Der Landkreis umfasste die Ortsteile der heutigen Städte
- Burgdorf,
- Burgwedel,
- Lehrte (ohne den OT Hämelerwald),
- Sehnde (ohne die OT Bolzum, Müllingen, Wassel, Wehmingen und Wirringen)

und der heutigen Gemeinden
- Isernhagen,
- Uetze (ohne die Ortsteile Dedenhausen und Eltze),
- Wedemark

sowie Oelerse (heute OT von Edemissen), Harber (heute OT von Hohenhameln), Landwehr und Röhrse (heute OT von Peine) sowie Isernhagen-Süd (heute OT von Hannover).

### Nachbarkreise
Der Landkreis grenzte Anfang 1974 im Uhrzeigersinn im Norden beginnend an die Landkreise Celle, Peine, Hildesheim-Marienburg, Hannover, Neustadt am Rübenberge und Fallingbostel.

## Geschichte
Der Kreis Burgdorf wurde am 1. April 1885 im Rahmen der Bildung von Landkreisen in der Provinz Hannover aus den alten hannoverschen Ämtern Burgdorf und Burgwedel sowie der Stadt Burgdorf gebildet. 1932 wurde die Gemeinde Anderten aus dem Landkreis Burgdorf in den Landkreis Hannover umgegliedert. Am 28. Februar 1974 wurde der Landkreis Burgdorf aufgelöst. Bis auf kleinere Teile des Kreises, die an die Stadt Hannover bzw. den Landkreis Peine fielen, ging das Kreisgebiet im vergrößerten Landkreis Hannover, heutiger Kommunalverbund Region Hannover, auf.

## Bevölkerungsentwicklung
Nachfolgend die graphische Darstellung der Einwohnerentwicklung:

## Politik

### Hauptverwaltungsbeamte
Landräte (Zwischen 1885 und dem Ende des Deutschen Reiches 1945 hießen die Verwaltungsspitzen Landräte.)
- 1883–1898 Christian Lübbes
- 1898–1902 Gottlieb von Meyeren
- 1902–1916 Wilhelm von Baumbach
- 191600000 Justus Theodor Valentiner
- 1917–1932 Friedrich Schmidt
- 1932–1943 Rudolf von Löhneysen
- 1943–1945 Erich Krause

Oberkreisdirektoren (Nach 1945 lautete die offizielle Amtsbezeichnung Oberkreisdirektor.)
- 1945–9999 August Tünnermann
- 1945–1950 Hermann Blanke
- 1950–1972 Heinz Rotermund
- 1972–1974 Friedel Wullekopf

### Wappen
Der Entwurf des Wappens vom Landkreis Burgdorf stammt von Karl Wulf. Das Wappen findet sich in vertauschten Farben bei der Stadt Burgwedel wieder. Die Genehmigung des Wappens wurde am 25. Februar 1937 durch das Preußische Staatsministerium erteilt.
| Wappen von Landkreis Burgdorf | Blasonierung: „Schrägrechts von Silber und Schwarz geteilt, oben ein rotbezungtes Wolfshaupt, unten eine schrägrechtsgestellte, silberne Wolfsangel.“ |
| Wappen von Landkreis Burgdorf | Wappenbegründung: Das Wappen stellt eine Verbindung zu Hermann Löns’ Bauernchronik „Der Wehrwolf“ her, die ihren Schauplatz im Kreis Burgdorf hatte.  |

## Gemeinden
Die folgende Tabelle listet alle Gemeinden, die zwischen 1885 und 1974 dem Landkreis Burgdorf angehörten, sowie alle Eingemeindungen:
| Gemeinde                               | eingemeindet nach   | Datum der Eingemeindung | Anmerkung                   |
| -------------------------------------- | ------------------- | ----------------------- | --------------------------- |
| Abbeile                                | Uetze               | 1929                    |                             |
| Abbensen                               | Wedemark            | 1. März 1974            |                             |
| Ahlten                                 | Lehrte              | 1. März 1974            |                             |
| Ahrbeck                                | Heeßel              | 1929                    |                             |
| Aligse                                 | Lehrte              | 1. März 1974            |                             |
| Altmerdingsen                          | Uetze               | 1. März 1974            |                             |
| Altwarmbüchen                          | Isernhagen          | 1. März 1974            |                             |
| Ambostel                               | Sievershausen       | 1929                    |                             |
| Anderten                               | Hannover            | 1. März 1974            | 1932 zum Landkreis Hannover |
| Arpke                                  | Lehrte              | 1. März 1974            |                             |
| Beinhorn                               | Burgdorf            | 1. März 1974            |                             |
| Bennemühlen                            | Wedemark            | 1. März 1974            |                             |
| Benrode                                | Uetze               | 1929                    |                             |
| Berkhof                                | Wedemark            | 1. März 1974            |                             |
| Bilm                                   | Sehnde              | 1. März 1974            |                             |
| Bissendorf                             | Wedemark            | 1. März 1974            |                             |
| Brelingen                              | Wedemark            | 1. März 1974            |                             |
| Burgdorf, Stadt                        |                     |                         |                             |
| Dachtmissen                            | Burgdorf            | 1. März 1974            |                             |
| Dahrenhorst                            | Uetze               | 1929                    |                             |
| Dolgen                                 | Sehnde              | 1. März 1974            |                             |
| Dollbergen                             | Uetze               | 1. März 1974            |                             |
| Duden-Rodenbostel                      | Wedemark            | 1. März 1974            |                             |
| Elze                                   | Wedemark            | 1. März 1974            |                             |
| Engensen                               | Burgwedel           | 1. März 1974            |                             |
| Evern                                  | Sehnde              | 1. März 1974            |                             |
| Fuhrberg                               | Burgwedel           | 1. März 1974            |                             |
| Gailhof                                | Wedemark            | 1. März 1974            |                             |
| Gretenberg                             | Sehnde              | 1. März 1974            |                             |
| Groß Horst                             | Kirchhorst          | 1929                    |                             |
| Großburgwedel                          | Burgwedel           | 1. März 1974            |                             |
| Haimar                                 | Sehnde              | 1. März 1974            |                             |
| Hänigsen                               | Uetze               | 1. März 1974            |                             |
| Harber                                 | Hohenhameln         | 1. März 1974            |                             |
| Heeßel                                 | Burgdorf            | 1. März 1974            |                             |
| Hellendorf                             | Wedemark            | 1. März 1974            |                             |
| Höver                                  | Sehnde              | 1. März 1974            |                             |
| Hülptingsen                            | Burgdorf            | 1. März 1974            |                             |
| Ilten                                  | Sehnde              | 1. März 1974            |                             |
| Immensen                               | Lehrte              | 1. März 1974            |                             |
| Isernhagen, Farster Bauerschaft        | Isernhagen          | 1. März 1974            |                             |
| Isernhagen, Hohenhorster Bauerschaft   | Isernhagen          | 1. März 1974            |                             |
| Isernhagen, Kircher Bauerschaft        | Isernhagen          | 1. März 1974            |                             |
| Isernhagen, Niedernhägener Bauerschaft | Hannover Isernhagen | 1. März 1974            |                             |
| Katensen                               | Uetze               | 1. März 1974            |                             |
| Kirchhorst                             | Isernhagen          | 1. März 1974            |                             |
| Klein Lobke                            | Sehnde              | 1. März 1974            |                             |
| Kleinburgwedel                         | Burgwedel           | 1. März 1974            |                             |
| Kolshorn                               | Lehrte              | 1. März 1974            |                             |
| Krätze                                 | Altmerdingsen       | 1929                    |                             |
| Landwehr                               | Peine               | 1. März 1974            |                             |
| Lehrte, Stadt                          |                     |                         |                             |
| Meitze                                 | Wedemark            | 1. März 1974            |                             |
| Mellendorf                             | Wedemark            | 1. März 1974            |                             |
| Negenborn                              | Wedemark            | 1. März 1974            |                             |
| Neuwarmbüchen                          | Isernhagen          | 1. März 1974            |                             |
| Obershagen                             | Uetze               | 1. März 1974            |                             |
| Oegenbostel                            | Wedemark            | 1. März 1974            |                             |
| Oelerse                                | Edemissen           | 1. März 1974            |                             |
| Oldhorst                               | Burgwedel           | 1. März 1974            |                             |
| Otze                                   | Burgdorf            | 1. März 1974            |                             |
| Plumhof                                | Berkhof             | 1929                    |                             |
| Ramlingen-Ehlershausen                 | Burgdorf            | 1. März 1974            |                             |
| Resse                                  | Wedemark            | 1. März 1974            |                             |
| Rethmar                                | Sehnde              | 1. März 1974            |                             |
| Röddensen                              | Lehrte              | 1. März 1974            |                             |
| Röddenserbusch                         | Sievershausen       | 1929                    |                             |
| Röhrse                                 | Peine               | 1. März 1974            |                             |
| Scherenbostel                          | Wedemark            | 1. März 1974            |                             |
| Schillerslage                          | Burgdorf            | 1. März 1974            |                             |
| Schwüblingsen                          | Uetze               | 1. März 1974            |                             |
| Sehnde                                 |                     |                         |                             |
| Sievershausen                          | Lehrte              | 1. März 1974            |                             |
| Sorgensen                              | Burgdorf            | 1. März 1974            |                             |
| Sprockhof                              | Berkhof             | 1929                    |                             |
| Steinwedel                             | Lehrte              | 1. März 1974            |                             |
| Stelle                                 | Kirchhorst          | 1929                    |                             |
| Thönse                                 | Burgwedel           | 1. März 1974            |                             |
| Uetze                                  |                     |                         |                             |
| Wackerwinkel                           | Uetze               | 1929                    |                             |
| Weferlingsen                           | Burgdorf            | 1. März 1974            |                             |
| Wennebostel                            | Wedemark            | 1. März 1974            |                             |
| Wettmar                                | Burgwedel           | 1. März 1974            |                             |

## Kfz-Kennzeichen
Am 1. Juli 1956 wurde dem Landkreis bei der Einführung der bis heute gültigen Kfz-Kennzeichen das Unterscheidungszeichen BU zugewiesen. Es wurde bis zum 28. Februar 1974 ausgegeben.